# Brandon Bays
Brandon Bays (ur. 21 lipca 1953) – autorka książek i mówca motywacyjny. Jej najbardziej znaną książką jest wydana w 1999 r. The Journey. Zanim stała się sławna, pracowała dla guru samopomocy – Tony'ego Robbinsa. W 1992 zdiagnozowano u niej guza wielkości piłki do koszykówki, którego zdecydowała się leczyć metodami niekonwencjonalnymi. Jak twierdzi, udało jej się spontanicznie uzdrowić swoje ciało poprzez dostęp do pamięci komórkowej i do dziś promuje swoje poglądy poprzez książki i seminaria.

## The Journey
The Journey to pierwsza książka Brandon, wydana w 1999 r. Ukazała się również w Polsce w 2009 r. pod tym samym tytułem. Według Publishers Weekly książka przemówi do niektórych, ale innych zniechęci ze względu na niezachwianą wiarę w skuteczność metody. Jedną z technik stosowanych w książce jest NLP, zmodyfikowane pod kątem sugestii bardziej duchowych niż psychologicznych.

## Książki
- Brandon Bays: The Journey: A Road Map to the soul. Simon and Schuster, 2001. ISBN 978-0743443920. [dostęp 2013-04-27]. (ang.). Brak numerów stron w książce
- Brandon Bays: The Journey for Kids: Liberating your child's shining potential. Harpercollins UK, 2003. ISBN 978-0007155262. [dostęp 2013-04-27]. (ang.). Brak numerów stron w książce
- Brandon Bays: Freedom Is: Liberating Your Boundless Potential. New World Library, 2007. ISBN 978-1577316008. [dostęp 2013-04-27]. (ang.). Brak numerów stron w książce
- Brandon Bays: Consciousness: The New Currency. Journey Productions, Limited, 2009. ISBN 978-0956337900. [dostęp 2013-04-27]. (ang.). Brak numerów stron w książce